# Шлінокеме
Шлінокеме (пол. Szlinokiemie) — село в Польщі, у гміні Пунськ Сейненського повіту Підляського воєводства.
Населення — 229 осіб (2011).
У 1975-1998 роках село належало до Сувальського воєводства.

## Демографія
Демографічна структура станом на 31 березня 2011 року:
|          | Загалом | Допрацездатний вік | Працездатний вік | Постпрацездатний вік |
| -------- | ------- | ------------------ | ---------------- | -------------------- |
| Чоловіки | 111     | 22                 | 75               | 14                   |
| Жінки    | 118     | 26                 | 60               | 32                   |
| Разом    | 229     | 48                 | 135              | 46                   |